# Marcello Staglieno (giornalista)
Marcello Staglieno (Genova, 17 dicembre 1938 – Milano, 16 maggio 2013) è stato un giornalista, scrittore e politico italiano.

## Biografia
Appartenente all'antica famiglia patrizia genovese degli Staglieno, e pronipote dello storico Marcello Staglieno (1829-1909), ha vissuto e lavorato a Milano, a Carro (SP) e Marinella di Selinunte (TP).
Nel 1974 fu uno dei fondatori con Indro Montanelli del quotidiano Il Giornale, come responsabile culturale e quindi come inviato culturale, rimanendovi sino al 1992, collaborando quindi a numerosi quotidiani e riviste nazionali. 
Venne eletto nel 1992 (XI legislatura) nelle liste della Lega Nord al Senato della Repubblica, e dal 9 settembre 1992 al 7 aprile 1994 fu vice capogruppo del suo partito e segretario dell'Ufficio di presidenza.
Fece parte dell'Ufficio di Presidenza della Commissione bicamerale per le riforme istituzionali, disciplinata con legge costituzionale (n.1, 6 agosto 1993). Venne rieletto al Senato nel 1994 nelle liste del Polo delle Libertà, diventando vicepresidente del Senato, uscì dalla Lega Nord per iscriversi al Gruppo misto al momento del ribaltone di Umberto Bossi a fine dicembre 1994 e, nel 1995, passò al gruppo Lega Italiana Federalista, dove restò fino al 1996, anno in cui concluse la propria esperienza parlamentare.
Dal 1998 al 2000 è stato condirettore responsabile del quotidiano di Alleanza Nazionale Secolo d'Italia.

## Vita privata
Nel 1980 sposò Monica Amari, dal matrimonio nacque un figlio, Pierdomenico.
È morto all'età di 74 anni il 16 maggio 2013.

## Opere
Ha pubblicato alcuni romanzi, tra cui (con Renato Besana):
- Lili Marleen (Rizzoli, 1980);
- Il Crociato (Rizzoli, 1983).

È stato il biografo di Leo Longanesi, Giovanni Ansaldo e Indro Montanelli, nei saggi:
- Leo Longanesi (con Indro Montanelli, Rizzoli, 1984, nuova ed. accresciuta ivi, 1985);
- Un conservatore tra antifascismo e fascismo, ampia biografia di Giovanni Ansaldo, in id., L'antifascista riluttante. Memorie del carcere e del confino 1926-1927, con Introduzione e note di Marcello Staglieno, Bologna, Il Mulino, 1992
- Su Montanelli ha scritto due opere: Indro Montanelli (Comune di Milano, Sidalm, 1982) e Montanelli, novant'anni controcorrente (Arnoldo Mondadori Editore, 2001 poi negli Oscar Bestseller 2003).

È stato autore di numerosi altri saggi storici, tra cui:
- Nino Bixio (Rizzoli, 1973);
- L'Archivista: tra cronaca e storia (con Indro Montanelli e Renato Besana, Milano, Società Europea di Edizioni, 1980);
- Il Giornale 1974-1980 ( Società Europea di Edizioni, 1980 );
- Un pronipote della "Voce", in AA.VV., Prezzolini: ricordi, saggi e testimonianze, a cura di Margherita Marchione, Prato, Cassa di Risparmio di Prato, 1983
- Un santo borghese. Pier Giorgio Frassati (Bompiani,1989)
- Spengler, Thomas Mann, Carl Schmitt in «Estetica» 1991. Sul Destino (interamente dedicato a Oswald Spengler, con inediti) a cura di Stefano Zecchi, assieme a saggi di F. Volpi, D. Felken, G. Moretti, G. Gurisatti (Il Mulino, 1991)
- Bestiario televisivo (Sgarbi, Costanzo, Ferrara, Augias, Crème Caramel) , Roma, Shakespeare and Company, 1991
- Flavio Costantini in AA. VV., Flavio Costantini, la luce e il silenzio, Electa, 2000
- La stampa satirica e Longanesi, in AA. VV., La satira in Italia, Comune di Pescara, 2002
- Arnaldo e Benito, due fratelli (Arnoldo Mondadori Editore, 2004 poi negli Oscar Storia 2005)
- L'Italia del Colle. 1946-2006. Sessant'anni di storia attraverso i dieci presidenti della Repubblica (con prefazione di Giulio Andreotti, Boroli, 2006)
- Giano Accame, in AA. VV.,Speciale Giano Accame (a cura di Luca Gallesi), "Letteratura - Tradizione", n. 42 (2008)
- Ricordo di Jünger e Schmitt, in Luigi Iannone, Jünger e Schmitt. Dialogo sulla modernità, Roma, Armando, 2009
- Ansaldo e Longanesi: tra conservatorismo e trasgressione, in Giovanni Ansaldo: ritratto a più voci, «Resine». Quaderni Liguri di Cultura, Savona, n.s., a. XXIX, n. 116 (2008), pp. 3–52: pp. 38–42
- Pannunzio e «l'elegante e vizioso qualunquismo» di Longanesi, in AA. VV.,Mario Pannunzio da Longanesi al «Mondo», a cura di Pier Franco Quaglieni, Soveria Mannelli /Catanzaro, Rubbettino, 2010
- Cinque palazzi e tre capitali, in AA. VV., Vittorio Emanuele II il re galantuomo, Catalogo della Mostra (Palazzo Reale Torino-Real Castello di Racconigi 3 ottobre 2010 -13 marzo 2011), Fondazione DNART- Fabbrica delle Idee Ed., Milano 2011
- Al Quirinale con Marco Minghetti. Il ‘salotto di cultura’ della prima regina d'Italia, in AA.VV., La Regina Margherita. Il mito della modernità nell'Italia postunitaria, catalogo della Mostra  (Napoli Palazzo Reale 2 aprile-17 luglio 2011) , Fondazione DNART- Fabbrica delle Idee Ed., Milano 2011

Ha curato l'intervista inedita:
- Montanelli le passioni di un anarco-conservatore (prefazione di Francesco Perfetti, collana Il salotto di Clio, Edizioni Le Lettere, Firenze 2009).

Ha altresì curato, sempre di Montanelli, il volume:
- Indro Montanelli, Ricordi sott'odio, Milano, Rizzoli, ottobre 2011

Ha curato, di Giovanni Ansaldo, anche i volumi:
- Dizionario degli italiani illustri e meschini, Milano, Longanesi, 1980
- Il Vero Signore, con prefazione di Indro Montanelli e postfazione di Marcello Staglieno), Milano, Longanesi, 1983
- L'Italia com'era, Napoli, Ed.Fausto Fiorentino, 1992

Ha dedicato saggi alla Liguria e a Genova, tra cui:
- Levante di Liguria, Ponente di Liguria, Genova-Elegia di una città in Liguria come & dove (Immordino-Editalia, 1965);
- Genova (con fotografie di Marcello Bertinetti, Edizioni White Star, 1991);
- Una rivista per una città ne La cultura del sapere. Antologia della «Rivista Ligure» (1870-1917) (Costa & Nolan, 1992);
- Persistenze & fantasmi alla Foce in Genova città narrata, a cura di Silvio Riolfo Marenco e Bruno Manzitti ( Viennepierre, 2004).

È stato autore inoltre di Dandy o assassino? (Boroli, 2005) sugli anni "perduti" dello scrittore Edgar Allan Poe.
Tra le sue traduzioni, si veda soprattutto quella di Nathaniel Hawthorne, Il Fauno di marmo, ne «I capolavori di N.H.», a cura di Claudio Gorlier (Mursia 1968).
Ha curato l'edizione di alcune opere di Indro Montanelli, tra cui:
- Controcorrente I (Società Europea di Edizioni, 1979);
- Controcorrente II (Società Europea di Edizioni, 1980);
- Figure & Figuri del Risorgimento (Pavia [etc.], Editoriale Viscontea, 1987).

Ha curato anche l'edizione di testi inediti di:
- Nicola Abbagnano, in id.,Ricordi di un filosofo, Milano, Rizzoli, 1990
- Giovanni Ansaldo, in id., L'antifascista riluttante. Memorie del carcere e del confino 1926-1927, cit. 1992
- Giuseppe Bottai, in id., Legione è il mio nome, Milano, Garzanti, 1950, ripubblicato come Legione è il mio nome: il coraggioso epilogo di un gerarca del fascismo (I memoriali) (con inediti, Pavia, Iuculano, 1999, a cura di Marcello Staglieno)
- Egisto Corradi, in id., Dalle zone calde, Milano, Società Europea di Edizioni, 1981, Presentazione di Indro Montanelli, a cura di Marcello Staglieno
- Dino Grandi, in Marcello Staglieno, Prima intervista dopo 20 anni: “Pubblico un libro sulla fine del fascismo, poi le mie Memorie”. Parla Dino Grandi, l'amico-nemico di Mussolini, “il Giornale”, 25 luglio 1983, nell'intera p. 3; id., Parla Dino Grandi, l'uomo del 25 luglio: i drammatici rapporti con la Germania avviata alla Guerra. “Votai contro Hitler disubbidendo a Mussolini”, ivi, 26 luglio 1983, nell'intera p. 3)
- Ernst Jünger, in Marcello Staglieno, Jünger: L'approche italienne, "Revue de Littérature Comparée'" n.284 (Paris 1997), pp. 525–536.
- Leo Longanesi, in id., Leo Longanesi (con Indro Montanelli, Milano, Rizzoli, 1984)
- Gianfranco Miglio, in id., Una Costituzione per i prossimi trent'anni. Intervista sulla terza Repubblica, a cura di Marcello Staglieno Roma-Bari, Laterza, 1990.
- Eugenio Montale, in Marcello Staglieno (a cura di), Enrico aiutami: è una vita impossibile, lettere inedite di Eugenio Montale a Henry Furst, ne "Il Giornale", 24 ottobre 1989, p. 3.
- Giuseppe Tomasi di Lampedusa, in id., Il mito, la gloria, Roma, Shakespeare & Company, a cura di Marcello Staglieno 1989.

Ha contribuito per Rai 2 alla realizzazione, con i propri testi, dei seguenti documentari televisivi:
- Ernst Jünger (1995), con Silvia Ronchey e Giuseppe Scaraffia, regia di Franco Matteucci;
- Mario Soldati (1995), regia di Massimo Luconi;
- Verso Adua. Cento anni dopo (1996), regia di Massimo Luconi.

Ha collaborato con la casa di produzione milanese Starlight alla realizzazione del documentario:
- Storia del Fascismo, in collaborazione con Indro Montanelli e Riccardo Cèpparo, regia di Renato Cèpparo;

Nell'ambito della sua attività politica ha pubblicato:
- Una costituzione per i prossimi trent'anni, intervista a Gianfranco Miglio (Laterza, 1990);
- Italia 1996: così è andata a finire (con Gianfranco Miglio e Pierluigi Vercesi, Mondadori, 1993);
- Un'Italia civile, intervista a Gianfranco Fini (Ponte alle Grazie, 1999);
- L'avventura intellettuale di un pensatore scomodo e geniale: un ricordo di Gianfranco Miglio, in AA.VV., "Gianfranco Miglio. L'ordine bipolare come forma di ordine internazionale", a cura di Alessandro Campi, “Rivista di politica”, 3/201.